# Пуньи (Эн)
Пуньи́ (фр. Pougny) — коммуна во Франции, находится в регионе Рона — Альпы. Департамент — Эн. Входит в состав кантона Коллонж. Округ коммуны — Жекс.
Код INSEE коммуны — 01308.

## География
Коммуна расположена приблизительно в 410 км к юго-востоку от Парижа, в 100 км северо-восточнее Лиона, в 60 км к востоку от Бурк-ан-Бреса.
По территории коммуны протекает река Рона и её небольшой приток — река Анна (фр. Annaz).

## Климат
Климат полуконтинентальный с холодной зимой и тёплым летом. Дожди бывают нечасто, в основном летом.

## Население
Население коммуны на 2010 год составляло 802 человека.
| 1962 | 1968 | 1975 | 1982 | 1990 | 1999 | 2010 |
| ---- | ---- | ---- | ---- | ---- | ---- | ---- |
| 378  | 424  | 543  | 543  | 600  | 628  | 802  |

## Администрация
| Период | Период | Фамилия       | Партия                              | Примечания |
| ------ | ------ | ------------- | ----------------------------------- | ---------- |
| ?      | 1995   | Джекки Лашо   |                                     |            |
| 1995   | 2001   | Анник Колле   |                                     |            |
| 2001   | 2008   | Симон Монерон |                                     |            |
| 2008   | 2013   | Рене Мабийар  | Французская коммунистическая партия |            |
| 2013   | 2014   | Жан-Луи Дюрье |                                     |            |

## Экономика
В 2010 году среди 523 человек трудоспособного возраста (15—64 лет) 396 были экономически активными, 127 — неактивными (показатель активности — 75,7 %, в 1999 году было 67,8 %). Из 396 активных жителей работали 366 человек (202 мужчины и 164 женщины), безработных было 30 (10 мужчин и 20 женщин). Среди 127 неактивных 37 человек были учениками или студентами, 37 — пенсионерами, 53 были неактивными по другим причинам.

## Фотогалерея

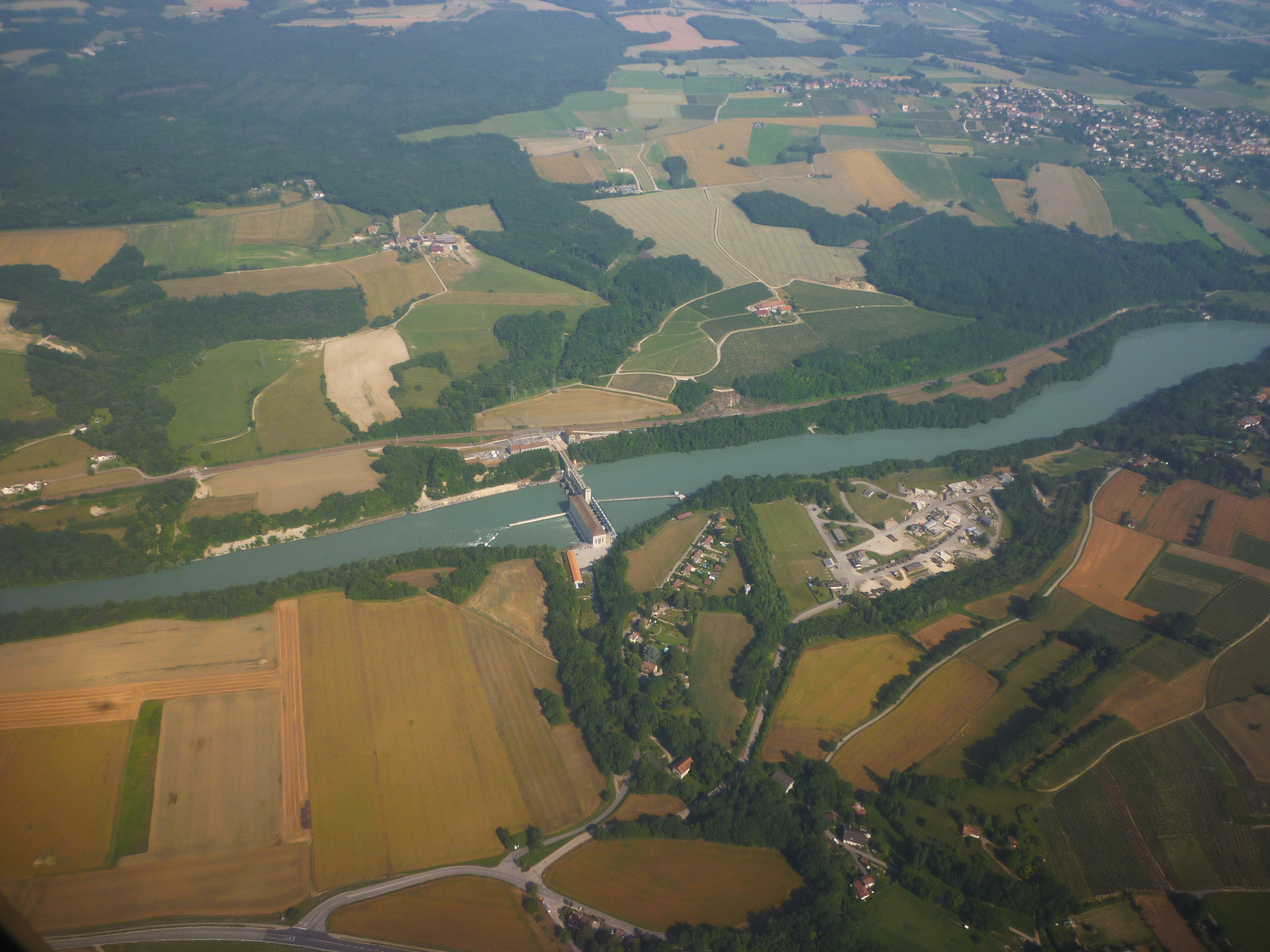
ГЭС Шанси-Пуньи
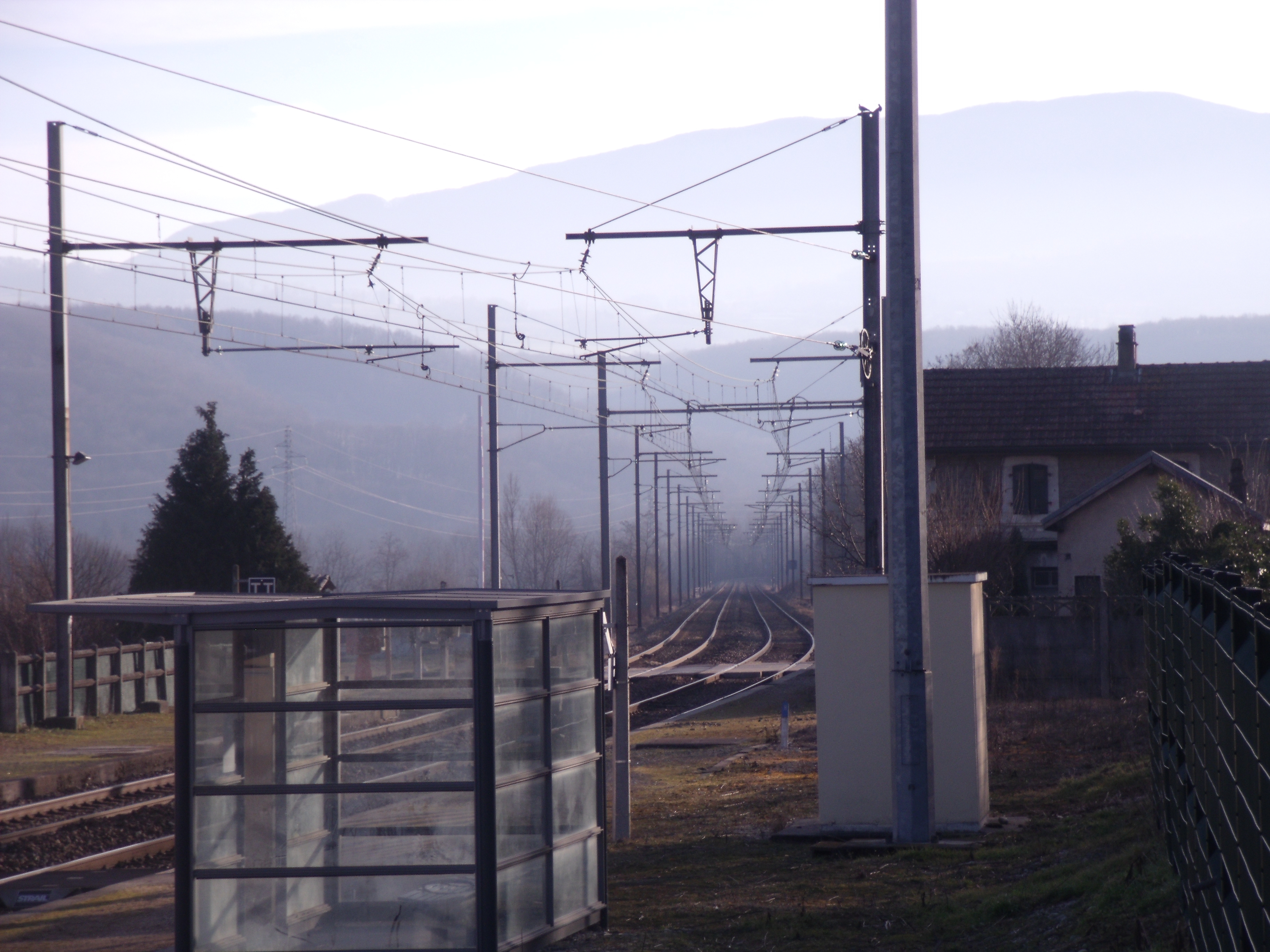
Вокзал Пуньи-Шанси
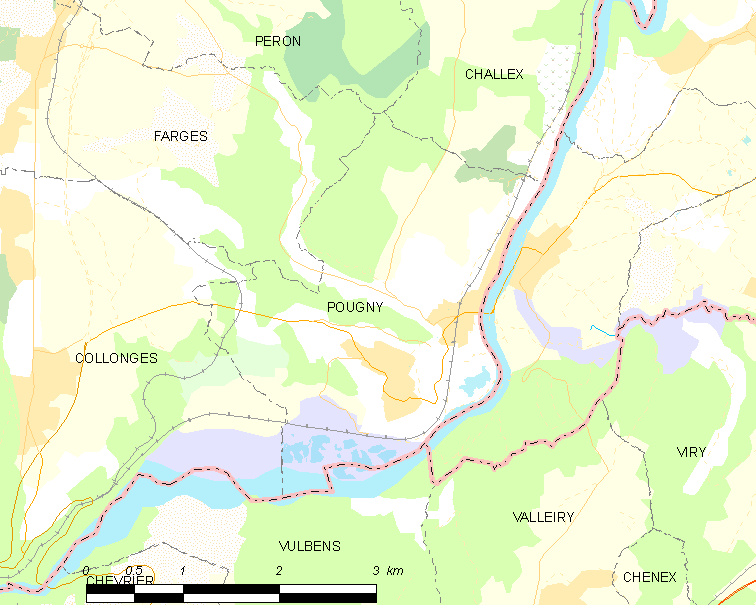
Карта коммуны